# Party's Just Begun (Again)
„Party's Just Begun (Again)“ je propagační singl kanadské zpěvačky Nelly Furtado, který vyšel v roce 2000, dva měsíce před vydáním jejího debutového alba Whoa, Nelly!
Píseň se rovněž objevila na soundtracku k filmu Brokedown Palace (Téměř bez šance) z roku 1999.

## Seznam skladeb
7″
1. „Party“ – 4:02
2. „Scared of You“ – 6:09

12″DreamWorks / DRMR-13577-1
1. „Party's Just Begun (Again)“ (LP Version) – 3:58
2. „Party's Just Begun (Again)“ (Decibel Mix) – 6:28
3. „Party's Just Begun (Again)“ (Syndicate Mix) – 6:57
4. „Party's Just Begun (Again)“ (Gavo's Deep Fried Mix) – 7:15
5. „Party's Just Begun (Again)“ (Choroni Mix) – 4:29
6. „Party's Just Begun (Again)“ (Reprise) – 4:53
7. „Party's Just Begun (Again)“ (Vocal Mix) – 3:37

CD
1. „Party's Just Begun (Again)“ (Main Version)
2. „Party's Just Begun (Again)“ (Syndicate Radio Mix)